# Knihynicze
Knihynicze lub Knihinicze (ukr. Княгиничі) – wieś w rejonie rohatyńskim obwodu iwanofrankiwskiego. Wieś liczy 718 mieszkańców.
Założona przed 1444 rokiem.
Knihynicze należały do Jaryczowskich, później do Mikołaja Herburta w roku 1451, także do Fryderyka Herburta w 1502.
W II Rzeczypospolitej miejscowość była siedzibą gminy wiejskiej Knihynicze w powiecie rohatyńskim województwa stanisławowskiego. W latach 1943–1944 nacjonaliści ukraińscy z UPA zamordowali 11 Polaków. W 1945 r. zniszczono kościół pw. Matki Bożej Częstochowskiej. 
Po wojnie działał tu sztab dowódcy UPA Romana Szuchewycza. Obecnie w chacie znajduje się izba pamięci muzeum Szuchewycza. 
W roku 1841 urodził się tu Władysław Ignacy Wisłocki, archiwista, bibliotekarz, bibliograf, historyk literatury, kustosz Biblioteki Jagiellońskiej, profesor Uniwersytetu Jagiellońskiego, członek Akademii Umiejętności.